# Short Mussel
El Short S.7 Mussel fue un monoplano biplaza monomotor construido por Short Brothers para probar el rendimiento de sus flotadores monocasco de duraluminio. Se construyeron dos ejemplares.

## Desarrollo
Habiendo demostrado la estanqueidad y la resistencia a la corrosión de los cascos de hidroaviones monocasco de duraluminio con el Short Cockle, Shorts se convirtió en líder en el diseño de flotadores metálicos para hidroaviones. Shorts construyó los flotadores para los hidroaviones Supermarine S.4 y Gloster III del Trofeo Schneider. Habían construido su propio canal de pruebas hidrodinámicas en su base de Rochester para explorar el rendimiento de los flotadores en el agua, y decidieron construir un pequeño avión para probarlos en vuelo. Este fue el Short S.7 Mussel (mejillón); el nombre era un complemento natural del Cockle (berberecho), pero también un guiño a "Mussel Manor", la casa club en el primer aeródromo de Shorts en Sheppey.
Era un monoplano biplaza, monomotor y de alas bajas, montado originalmente sobre flotadores gemelos. Al igual que los Short Cockle, Satellite y Springbok, ligeramente anteriores, tenía un fuselaje monocasco de duraluminio de sección transversal ovalada. Había un par de cabinas abiertas en tándem sobre el ala, equipadas con controles duales. Los comentaristas contemporáneos consideraron el montaje del motor vertical de cuatro cilindros ADC Cirrus I de 45 kW (60 hp) como un diseño especialmente cuidado, en una extensión del monocasco en forma de U que inicialmente dejaba expuesta la parte superior del motor. Este motor fue cambiado por un Cirrus II de 63 kW (85 hp) en enero de 1928. El depósito de combustible estaba inmediatamente detrás del cortafuegos, lo suficientemente alto como para alimentar el carburador por gravedad. Había un indicador de combustible de lectura directa encima del depósito, justo delante de la cabina delantera, encajado en una variedad de carenados utilizados durante la vida útil del Mussel.
Las alas de cuerda constante estaban montadas en forma de cardán en la parte inferior del fuselaje, con pares de soportes de compresión aerodinámicos desde aproximadamente el 30% de la envergadura hasta la parte superior del fuselaje, justo delante de cada cabina. Los largueros de las alas eran estructuras de duraluminio, aunque el primero de los dos Mussel tenía costillas de abeto. La sección del ala era la gruesa y no probada RAF 33. Las alas y el empenaje estaban recubiertos de tela; el empenaje y el timón no compensado tenían una forma similar a la cola vertical de De Haviland, y la cola horizontal estaba arriostrada externamente desde abajo.
Los importantes flotadores eran similares a los que Shorts había hecho para el Gloster III, de un solo rediente, de tacón pequeño y lo suficientemente largos como para que el Mussel se asentara en posición de vuelo sobre el agua, no sobre un flotador de cola como sus muchos hidroaviones anteriores. Este primer conjunto de flotadores se montó con dos pares de soportes en la parte inferior del fuselaje hacia adelante y hacia atrás, con un par de soportes transversales entre los flotadores. El Mussel también disponía de un patín de cola incorporado, en previsión de una configuración como avión terrestre.
El rendimiento del Mussel en su primer vuelo, pilotado por John Lankester Parker el 6 de abril de 1926, fue decepcionante, pero el problema se atribuyó a la interferencia de la raíz alar y se resolvió con filetes de raíz de tela. A partir de entonces parece haber sido una máquina agradable de pilotar y que cumplió sus objetivos originales. El primer Mussel se perdió cuando Eustace Short voló y chocó contra un mástil en agosto de 1928; Short resultó ileso, pero el Mussel sufrió daños irreparables. Su sustituto, el Mussel II, voló por primera vez el 17 de mayo de 1929. Era similar a la primera máquina, pero tenía alas metálicas acanaladas de sección NACA M.12; un fuselaje de lados planos cerca de las raíces alares evitaba la necesidad de filetes y se incorporaron timones de agua en los flotadores. Estuvo propulsado por un motor Cirrus III de 67 kW (90 hp) hasta agosto de 1930, cuando fue reemplazado por un De Havilland Gipsy II.

## Historia operacional
En sus primeros vuelos, el Mussel I estaba configurado como hidroavión, luego pasó quince días a finales de septiembre de 1926 como avión terrestre, presentándose sin éxito en la Grosvenor Challenge Cup. En octubre, volvió a montar flotadores con un diseño diferente. Este patrón se repitió hasta el accidente final; durante ese tiempo, el Mussel voló con flotadores para el avión de carreras Short Crusader del Trofeo Schneider y para el De Havilland Moth. Shorts instaló una línea de producción para los exitosos flotadores del Moth.
El Mussel II también pasó un tiempo como avión terrestre y como hidroavión. Hasta marzo de 1930, ambos Mussel habían utilizado lo que en el Reino Unido era al menos la configuración estándar de dos flotadores. En ese mes, se construyó un único flotador central largo, similar al construido por Shorts para un De Havilland Gipsy Moth el verano anterior. El flotador único requería flotadores estabilizadores en la punta del ala, y estos estaban apuntalados hacia el ala exterior y arriostrados con otro par de soportes hacia el interior, uniéndose a la parte inferior del ala en el mismo punto que los soportes de compresión del ala superiores, por lo que corrían casi colinealmente con ellos y proporcionaban al avión un aspecto superficial en forma de cruz, visto desde el frente. En su forma original, este tren de aterrizaje era anfibio, con ruedas principales montadas sobre un travesaño aerodinámico en el flotador, como en el Moth. El eje principal se podía girar desde la cabina girando un volante y, por lo tanto, subiendo o bajando las ruedas principales. El timón de agua del flotador fue reforzado para que actuara como un pequeño patín de cola para su uso en tierra.
En junio de 1932, el Mussel II comenzó a volar nuevamente como avión terrestre, con un tren de aterrizaje central de una sola rueda, con patines en las puntas alares y la cola. Voló, pero era difícil de manejar en tierra, y reapareció en octubre con el flotador central, pero sin ruedas terrestres. Durante 1933 llamó la atención en las carreras contra lanchas rápidas. Su último vuelo fue en septiembre de 1933.
Otro acontecimiento importante en la historia de Short Brothers tuvo que ver con el Mussel. Eustace Short había llegado a volar con ala fija bastante tarde en su vida, aprendió en el Mussel I y continuó con el Mussel II. Un día aterrizó limpiamente en Medway, pero no apagó el motor, cruzó el río y se deslizó suavemente en el barro. Parece que murió de un infarto momentos después de aterrizar.

## Especificaciones (Mussel I, hidroavión)
Referencia datos: Barnes

### Características generales
- Tripulación: Dos
- Longitud: 7,3 m (24 ft)
- Envergadura: 11 m (36 ft)
- Superficie alar: 19 m² (204,5 ft²)
- Peso vacío: 467 kg (1029,3 lb)
- Peso cargado: 715 kg (1575,9 lb)
- Planta motriz: 1× motor lineal de 4 cilindros refrigerado por aire ADC Cirrus I.
  - Potencia: 48 kW (66 HP; 65 CV)
- Hélices: Bipala de paso fijo

### Rendimiento
- Velocidad máxima operativa (Vno): 132 km/h (82 MPH; 71 kt)
- Alcance: 420 km (227 nmi; 261 mi)

## Aeronaves relacionadas

### Secuencias de designación
- Secuencia S._ (interna de Short, posterior a 1921): ← S.4 - S.5 - S.6 - S.7 - S.8 - S.8/8 - S.10 →